# Poecilotheriinae
Poecilotheriinae es una subfamilia de arañas migalomorfas de la familia Theraphosidae. La subfamilia Poecilotheriinae está formada por tres tarántulas de la India y Sri Lanka, que se consideran amenazadas. Esta subfamilia está formada por un solo género: Poecilotheria Simon, 1885

## Especies
- Poecilotheria fasciata
- Poecilotheria formosa
- Poecilotheria hanumavilasumica
- Poecilotheria metallica
- Poecilotheria miranda
- Poecilotheria ornata
- Poecilotheria pederseni
- Poecilotheria rajaei
- Poecilotheria regalis
- Poecilotheria rufilata
- Poecilotheria smithi
- Poecilotheria striata
- Poecilotheria subfusca
- Poecilotheria tigrinawesseli
- Poecilotheria uniformis